# 인천부현초등학교
인천부현초등학교는 대한민국 인천광역시 계양구에 있는 공립 초등학교로, 1996년에 개교하였다.

## 학교 연혁
- 1996년 9월 1일: 개교

## 위치
인천광역시 계양구 계산동 296에 위치한 이 학교는, 주변의 택지보다 늦게 들어서 주변 택지에 거주하는 학생들이 작전초등학교까지 통학을 해야만 했었다. 하지만 인천부현초등학교의 개교로 작전초등학교에 재학 중이던 학생들이 편입되어서 학급을 채웠다. 이것이 인천부현초등학교의 시초이다. 참고로 초등학교 건물은 원래, 계산중학교가 사용하던 것이었다. 계산중학교가 학교 이전을 하면서 그 건물을 물려받아 사용하게 되었다.

## 참고 자료
- 인천부현초등학교 - 한국교육학술정보원 학교알리미